# Oxindol
Oxindol ist eine chemische Verbindung aus der Gruppe der Indole und ein Isomer des Indoxyls.

## Vorkommen
Oxindol ist der Grundkörper der sogenannten Oxindolalkaloide.

## Gewinnung und Darstellung
Oxindol wird unter anderem aus Anilin und Chloracetylchlorid hergestellt. Es kann auch durch Lactamisierung von o-Aminophenylessigsäure gewonnen werden.

## Eigenschaften
Oxindol ist ein farbloser bis hellroter Feststoff, der praktisch unlöslich in Wasser ist.

## Verwendung
Oxindol wird als Indolanalogon betrachtet, der pharmakologische Aktivität zeigt. Es wird auch in Haarfärbemitteln und als Zwischenprodukt zur Herstellung von Agrochemikalien und für chemische Synthesen bei Aldol-Additionen, Claisen-Kondensationen oder Vilsmeier-Haack-Reaktionen in 3-Position oder aromatische Substitutionen in 5-Position angewendet. Derivate sind als Tyrosin-Kinase-Inhibitoren mögliche Kandidaten in der Krebstherapie.

## Sicherheitshinweise
Das Auftreten von Oxindol im Kinderharn lässt auf spezifische Erkrankungen schließen. Tryptophan wird über Indol zu Oxindol metabolisiert, das in der Leber abgebaut wird. Wird Oxindol dort durch Fehlfunktion nicht abgebaut, modifiziert es die spannungsabhängigen Natrium-Kanäle, verringert die motorische Aktivität, den Muskeltonus und senkt den Blutdruck. So ist es bei hepatischen Enzephalopathie verantwortlich für das Auftreten von Koma, Verlust der Nervenaktivität und der intellektuellen Fähigkeiten.